# Elijah ben Solomon
Elijah ben Solomon, född 23 april 1720 i Sielec, Polsk-litauiska samväldet, död 9 oktober 1797 i Vilnius, var en rabbin och en av 1700-talets största läromästare inom judendomen och uttolkare av talmud och kabbala.
Hans riktiga namn var Elijahu ben Shlomo Zalman (אליהו בן שלמה זלמן). Han var även känd som Gaonen i Vilna, "Geniet i Vilnius". Hans församling i Litauen blev ett centrum för de så kallade mitnagdim, motståndare till chasidismen.
Wilna levde som privatperson i Vilnius och åtnjöt på grund av sin stora lärdom stor anseende som auktoritet i religiösa frågor. Elia Wilna författade ett 70-tal hebreiska skrifter av växlande innehåll, mestadels kommentarer till äldre rabbinska skrifter.

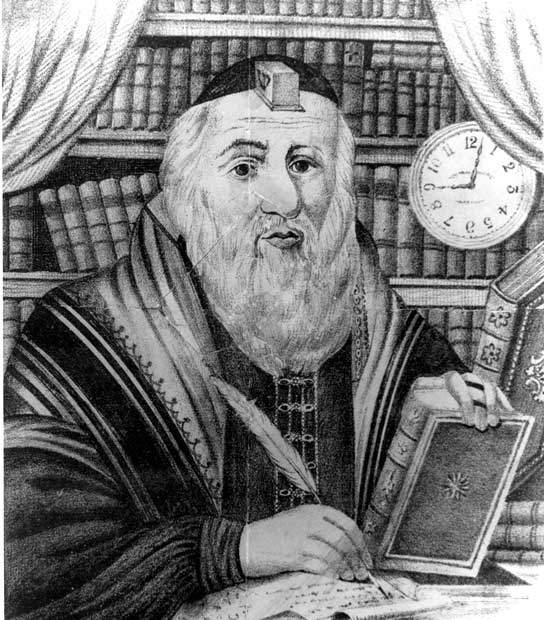
Elijah ben Solomon